# Deaf Performance
Deaf Performance (deutsch: Darbietung für Gehörlose) ist eine Kunstform, bei der Musik und Gebärdensprache verknüpft werden. Neben der reinen Übersetzung der gesungenen Liedtexte steht hierbei die Kunst im Vordergrund, die Emotionen eines Songs in Form von visuellen Bewegungen auszudrücken. Damit trägt die Deaf Performance einen großen Teil zu einer inklusiveren Gesellschaft bei, in der Musik und Kultur für alle erlebbar sind.

## Merkmale
Das Singen in Gebärden unterscheidet sich vom alltäglichen Gebrauch der Gebärdensprache, wie es auch in Lautsprachen sowohl eine Umgangssprache als auch eine lyrische Sprache gibt. Da bei Deaf Performances neben dem Text auch Melodie und Rhythmus eines Musikstücks dargestellt werden, erinnern sie oft an eine tänzerische Darbietung, bei der die Musik zum Leben erweckt wird.

## Bekannte Deaf Performer
Zu bekannten Deaf Performern im deutschsprachigen Raum zählen Cindy Klink (performte für Künstler wie Coldplay und LOI und wirkt als Deaf Performerin in verschiedenen Musikvideos mit), Susanne Kermer (stand unter anderem mit LEA und Coldplay auf der Bühne und ist Teil des Organisationsteams des inklusiven Oben-Ohne Festivals), Cal Borak (performte in TV-Shows wie The Voice Kids), Sera Beyson (zu sehen beim jährlichen Pop-Kultur-Festival in Berlin) und Laura-Levita Valyte, die 2016 im Rahmen des Eurovision Song Contest performte. 
Internationale Namen im Bereich der Deaf Performance sind beispielsweise Justina Miles, die beim Super Bowl 2023 parallel zur Sängerin Rihanna performte und dabei große mediale Aufmerksamkeit erregte, ihre Nachfolger Daniel N. Durant und Anjel Piñero sowie die Schwedin Juli af Klintberg, die auch selbst verschiedene Veranstaltungen im Bereich der Gehörlosenkultur organisiert.

## Kritik und Kontroversen
Einige gehörlose Kritiker werfen hörenden Künstlern vor, die Gehörlosenkultur kommerziell auszubeuten, ohne die wirklichen Anliegen und Perspektiven der Gehörlosen-Gemeinschaft zu berücksichtigen. Auch im Bereich von Theater und Film gibt es Diskussionen darüber, inwieweit die Gehörlosenkultur und ihre Ausdrucksformen, wie die Gebärdensprache, von der Mainstream-Gesellschaft vereinnahmt oder verfälscht werden.
Während einerseits argumentiert wird, dass Deaf Performance dazu beitragen könnte, Barrieren in der Wahrnehmung von Gehörlosigkeit abzubauen, befürchten andere, dass die kommerzielle Nutzung dieser Kunstform die Herausforderungen, mit denen Gehörlose täglich konfrontiert sind, verharmlosen oder fehlinterpretieren könnte.
Auch die Tatsache, dass oft hörende Künstler als Deaf Performer für größere Veranstaltungen engagiert werden, wird von vielen Gehörlosen als "kulturelle Aneignung" empfunden. Ihr Argument: Wenn Hörende wollen, dass Gehörlose an Musikveranstaltungen teilhaben, dann müssten diese auch an künstlerischen und organisatorischen Prozessen beteiligt werden. Die Interpretation von einer gehörlosen Person, die auf der Bühne steht und performt, werde oft viel besser verstanden und würde vielschichtiger sein als eine reine Übertragung durch einen hörenden Dolmetscher.
Neben fehlender Anerkennung der Kunst von Deaf Performern, die von manchen Hörenden als "weniger authentisch" oder "der Musik nicht entsprechend" angesehen wird, erhalten Ansätze wie die Deaf Performance selten die gleiche Aufmerksamkeit wie traditionelle Musikaufführungen, wodurch nur eine kleine Zielgruppe erreicht und der Zugang zu Deaf Performances auch für gehörlose Personen erschwert wird.